# Velen (Adelsgeschlecht)

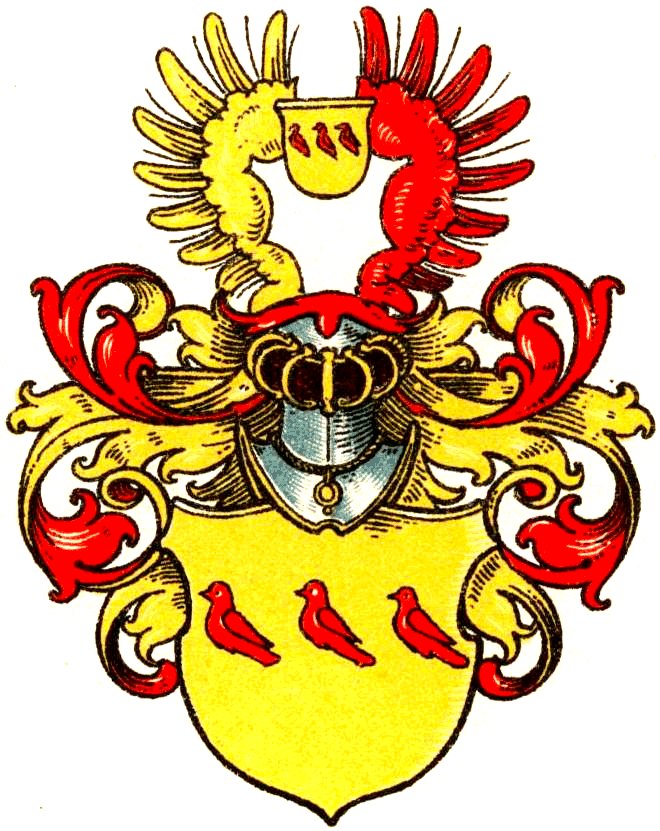
Stammwappen derer von Velen

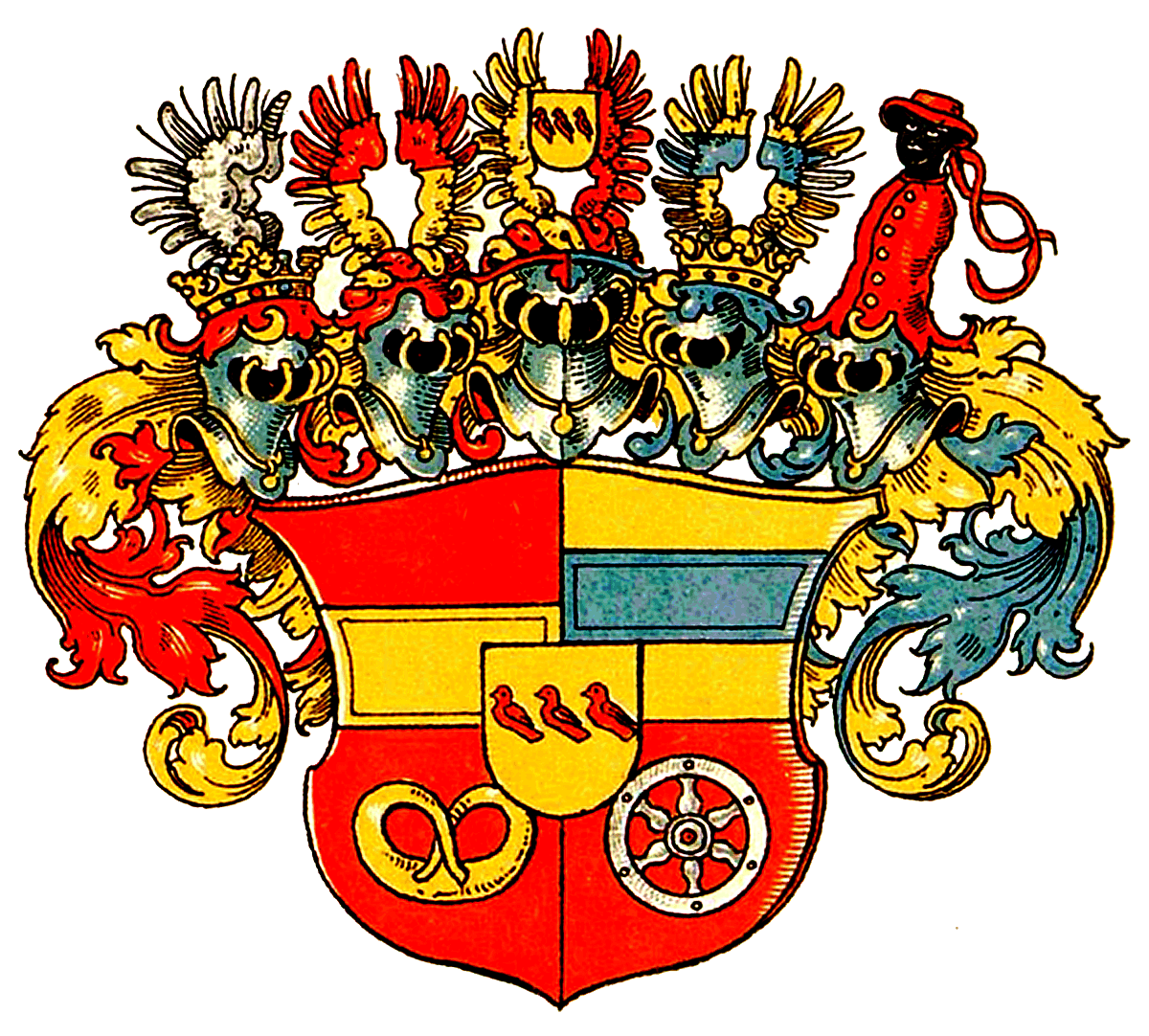
Wappen der Grafen von Velen

Die Familie von Velen war ein westfälisches Adelsgeschlecht. Es hatte dynastische Ursprünge, wurde aber im Konflikt mit dem Hochstift Münster Teil des Ritteradels. Unter anderem stand ihm die Würde eines Erbmarschalls von Flandern zu. Durch Pfandbesitz, Kauf und Heirat kam es in der frühen Neuzeit zu beträchtlichem Besitz, ehe es im 18. Jahrhundert ausstarb.

## Geschichte

### Älteres Haus

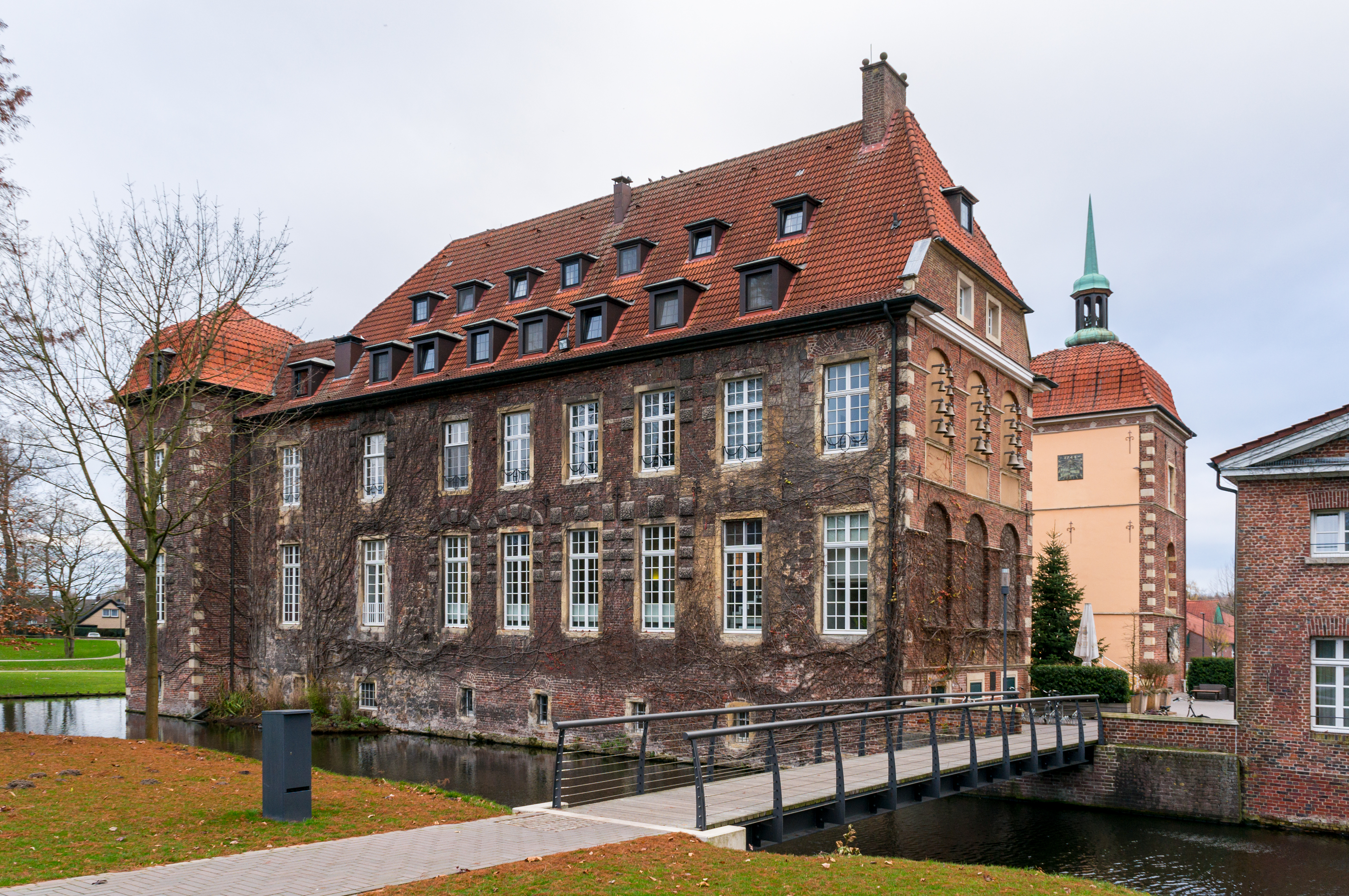
Schloss Velen

Die Vorfahren der Familie von Velen gehörten zu den edelfreien Dynasten. Sie waren möglicherweise eine Abspaltung der Edelherren von Lohn. Die Herren von Velen wurden in Person von Hermann von Velen 1221 erstmals erwähnt. Ihre Burg wurde 1245 erstmals erwähnt. Hermann II. heiratete 1265 Kunigunde von Gemen. Die Familie starb Ende des 13. Jahrhunderts aus.

### Jüngeres Haus
Die Erben aus der Familie von Barnsfeld nannten sich ab 1313 von Velen. Der Begründer dieser jüngeren Linie war Simon von Barnsfeld. Die Familie war in zahlreiche Fehden verwickelt. Sie waren zunächst noch nur dem Kaiser verpflichtet und gründeten die Pfarrei und die Freiheit Velen.
Die Stellung als Dynasten verloren sie nach einer Fehde. Bischof Florenz von Wevelinghofen eroberte die Burg. Hermann IV. von Velen musste sie zum offenen Haus erklären und den Besitz 1371/1379 vom Hochstift Münster zum Lehen nehmen.
In der Folge bemühten sich die Bischöfe um die Integration der Familie in den münsterschen Herrschaftsbereich. Mitglieder der Familie erhielten Burgmannsstellen in Dülmen und später in Meppen.
Die Familie war in der Lage, dem Landesherrn in der Zeit nach 1541 Kredite zu gewähren. Dafür musste das Hochstift unter anderem Einkünfte oder Ämter an die von Velen verpfänden. Hermann von Velen erhielt 1542 etwa als Pfand das Amt eines Drosten im Emsland. Das Pfand wurde bis zum Ende des alten Reiches nicht ausgelöst, so dass das Drostenamt quasi erblich in der Familie verblieb. Im Jahr 1555 kam das Amt Rheine-Bevergern hinzu. Dieses ging später wieder verloren. Hermann von Velen stieg in fürstbischöflichen Diensten bis 1574 bis zum Statthalter auf. Zusammen mit seinem Bruder Alexander von Velen zu Raesfeld verfügte die Familie über fünf Drostenämter. Außerdem engagierte sie sich in der Salzherstellung.
Zur Zeit von Dietrich Wilhelm von Velen wurde 1630 die verfallene Papenburg erworben und die Moorregion nach niederländischem Vorbild erschlossen und besiedelt. Daneben betrieb die Familie neben der Landwirtschaft um 1626 eine Kupfermühle und besaß drei Salinen. Der wirtschaftliche Aufschwung wurde durch den Dreißigjährigen Krieg zeitweise unterbrochen. Durch die Rekatholisierungsbemühungen im Emsland gewann Dietrich Wilhelm die Gunst von Fürstbischof Christoph Bernhard von Galen. Dieser erklärte Papenburg 1657 zur Gerichts- und Herrlichkeit. Die während des Krieges aufgelaufenen Schulden konnten erst in der folgenden Generation abgetragen werden.
Im weiteren Verlauf des 17. und 18. Jahrhunderts konnte durch Kauf und teilweise durch Heirat der Besitz beträchtlich vermehrt werden. Dazu gehörten Ahlen (1676), Engelrading (1698), Gut Altenkamp, Röhlinghof (1729), Botzlar (1739), Barnsfeld und Dücking (1748).
Im Jahr 1661 erfolgte die Erhebung in den Reichsfreiherrenstand. Alexander von Velen wurde 1641 zum Reichsgrafen erhoben. Da Anton Bernhard von Velen keine männliche Nachkommen hatte, fiel der Besitz an die Erbtochter Anna Theresia. Mit ihrer Heirat mit Clemens August von Landsberg zu Erwitte 1756 fiel der Besitz an die Familie von Landsberg, die sich danach Landsberg-Velen nannte und das Wappen der Velen in ihr gemehrtes Wappen aufnahm. Schloss Velen befindet sich bis heute im Besitz der Grafen von Landsberg.

## Wappen
Blasonierung des Stammwappens: Das Wappen zeigt in Gold drei balkenweise gestellte, rechtsgewandte rote Vögel ohne Füße (Merlette). Auf dem Helm mit rot-goldenen Decken ein rechts goldener und links roter Adlerflug, dazwischen klein der Schild.

## Angehörige
- Konrad von Velen 1380 Dompropst im Domkapitel Münster
- Dietrich von Velen (1591–1657), Drost des Emslandes und Gründer von Papenburg
- Alexander II. von Velen (1599–1675), Freiherr zu Raesfeld und Bretzenheim, Kaiserlicher Feldmarschall der katholischen Liga
- Ferdinand Gottfried von Velen (1626–1685), kaiserlicher Kämmerer, Sohn von Alexander II.
- Hermann Matthias von Velen (1632–1681), Amtsdroste in Meppen
- Dietrich Anton von Velen (1643–1700), Dompropst in Münster
- Alexander Otto von Velen (1657–1727), kaiserlicher General-Kommandeur
- Christoph Alexander von Velen (1664–1725), Domherr in Münster und Amtsdroste in Meppen
- Margaretha Theodora Agnes von Velen (1668–1750), Äbtissin des Stifts Nottuln
- Christoph Otto von Velen (1671–1733), kaiserlicher Generalfeldmarschall
- Anton Heinrich Hermann von Velen (1678–1752), Domherr in Münster und Osnabrück
- Alexander III. von Velen (1683–1733), kurpfälzischer General-Kommandeur
- Friedrich Christian von Velen (1696–1730), Vertreter im Landtag des Hochstifts Münster
- Hermann Anton Bernhard von Velen (1698–1767), Amtsdroste in Meppen
- Alexander Ferdinand von Velen (1699–1745), Domherr in Münster
- Anna Theresia von Velen (1735–1775), Erbin des Adelsgeschlechts Velen und Ehefrau von Clemens August von Landsberg zu Erwitte